# Samuel Nnamani
Samuel Onyedikachuwu Nnamani (Lagos, 3 giugno 1995) è un calciatore nigeriano, attaccante del Nordic United.

## Carriera
Ha iniziato a giocare a calcio per le strade di Ajegunle, sobborgo della capitale Lagos. Successivamente è entrato a far parte del Trinity FC, squadra che si allenava presso la caserma Tego, la quale veniva raggiunta da Nnamani perlopiù quotidianamente a piedi con una camminata di alcuni chilometri. Da lì si è spostato alla Christ Ambassador Sporting Academy (talvolta abbreviata in CASA), altra squadra dell'area di Lagos.
Ha trascorso la prima parte della sua carriera in Serbia. Nell'estate del 2014 si è unito allo Sloga Petrovac na Mlavi, squadra militante nella seconda serie nazionale, ma nei pochi mesi di permanenza non è riuscito mai a scendere in campo in partite ufficiali. Nel successivo mese di gennaio si è unito allo Jagodina, formazione che invece era impegnata in Superliga, ma anche in questo caso l'utilizzo di Nnamani è stato minimo visto che è stato impiegato solo in una partita di campionato, il 7 marzo in trasferta contro il Radnički Niš.
Nel 2015-2016 è sceso di categoria tornando in seconda serie, avendo firmato con il Donji Srem con cui ha avuto modo di disputare 19 incontri di Prva Liga Srbija. L'anno seguente ha giocato nuovamente in Serbia e nuovamente nella seconda serie nazionale, questa volta con i colori dello Sloboda Užice.
Lasciati i Balcani, è approdato nel secondo campionato svedese con l'ingaggio da parte dell'AFC Eskilstuna ufficializzato l'11 aprile del 2018, a stagione appena iniziata. Le sue 12 reti realizzate in 27 partite hanno contribuito al raggiungimento del terzo posto nella Superettan 2018, utile per disputare il doppio spareggio promozione contro il Brommapojkarna poi vinto grazie anche a un suo gol nella sfida di ritorno. È rimasto in maglia arancione anche nella stagione 2019, potendo così esordire nel campionato di Allsvenskan, e nella stagione 2020, disputata nuovamente nella seconda serie nazionale a seguito della retrocessione dell'anno precedente.
Nel gennaio del 2021 si è unito a parametro zero ai sudcoreani del Jeonnam Dragons.

## Palmarès

### Individuale
- Capocannoniere della Thai FA Cup: 1

2023-2024 (5 reti)